# Tarzan's Deadly Silence
Tarzan's Deadly Silence (Brasil: O Silêncio de Tarzan ) é um filme norte-americano de 1970, do gênero aventura, dirigido por Robert L. Friend e estrelado por Ron Ely e Jock Mahoney.
Entre 1966 e 1968, a NBC exibiu as duas temporadas da série de TV Tarzan, criada por Sy Weintraub e produzida por Steve Shagan, entre outros.
Tarzan's Deadly Silence, tal como exibido nos cinemas, é a fusão das duas partes do episódio da primeira temporada The Deadly Silence. Essas duas partes foram levadas ao ar pela NBC em 28 de outubro e 4 de novembro de 1966, respectivamente. No elenco, destacam-se Jock Mahoney, que viveu o herói em Tarzan Goes to India e Tarzan's Three Challenges e Woody Strode, o grande vilão deste último.

## Sinopse
Tarzan luta contra o Coronel, um ex-militar que forma um exército de mercenários para dominar os povos da selvas. Tarzan fica surdo quando é alvo de granadas em um rio e quase morre. Ele precisa fazer uso até de telepatia para conseguir deter o usurpador.

## Elenco
| Ator/Atriz         | Personagem |
| ------------------ | ---------- |
| Ron Ely            | Tarzan     |
| Manuel Padilla Jr. | Jai        |
| Jock Mahoney       | Coronel    |
| Woody Strode       | Marshak    |
| Gregorio Acosta    | Chico      |
| Rudolph Charles    | Policial   |
| Nichelle Nichols   | Ruana      |
| Robert DoQui       | Metusa     |
| Kenny Washington   | Akaba      |
| Lupe Guarnica      | Boru       |
| José Chávez        | Okala      |
| Virgil Richardson  | Tabor      |